# Mahó šódžo

Antropomorfní postava Wikipe-tan jako madžokko, původní archetyp magické dívky

Mahó šódžo (japonsky 魔法少女, v překladu magická dívka) je žánr japonských fantasy médií, jakými jsou anime, manga, light novely a hrané tituly, zaměřující se na mladé dívky s magickými schopnostmi, získávanými obvykle proměnou hrdinky ve své alter ego.
Tento žánr se objevil roku 1962 s mangou Himicu no Akko-čan, kterou následovalo anime Mahócukai Sally (1966) z produkce Tóei Animation. Vlna podobných anime produkovaných tímto studiem v 70. letech 20. století vedla k tomu, že se pro žánr vžilo označení madžokko (japonsky 魔女っ子, v překladu malá čarodějnice). V 80. letech byl tento termín z velké části nahrazen termínem „mahó šódžo“, což odráželo novou popularitu pořadů z produkce jiných studií, například Mahó no Princess Minky Momo a Mahó no tenši Creamy Mami.
V 90. letech představilo anime Sailor Moon koncept „proměnující se hrdinky“ bojující proti silám zla, jenž se stal základem pro následující tituly o magických dívkách. Rozmach anime vysílaného ve večerních hodinách na počátku 21. století vedl k demografickému posunu žánru, kdy začaly vznikat seriály s dospělejší tematikou, jako je Mahó šódžo Madoka Magika (2011), jenž byly určeny staršímu mužskému publiku.